# Handmarke
Handmarken sind meistens beim Buch am Vorderschnitt angebrachte, stufenartig gedruckte, Ordnungswörter, -buchstaben oder -zahlen. Meist sind sie farblich gestaltet und erleichtern besonders in Nachschlagewerken das Auffinden von gesuchten Stellen.
Die Handmarke ist nicht zu verwechseln mit dem Daumenregister, wird jedoch oft auch als Daumenindex (englisch chapter thumbs) bezeichnet.
Siehe auch: Register (Nachschlagewerk), Daumenregister, Buchbinder, Inhaltsverzeichnis

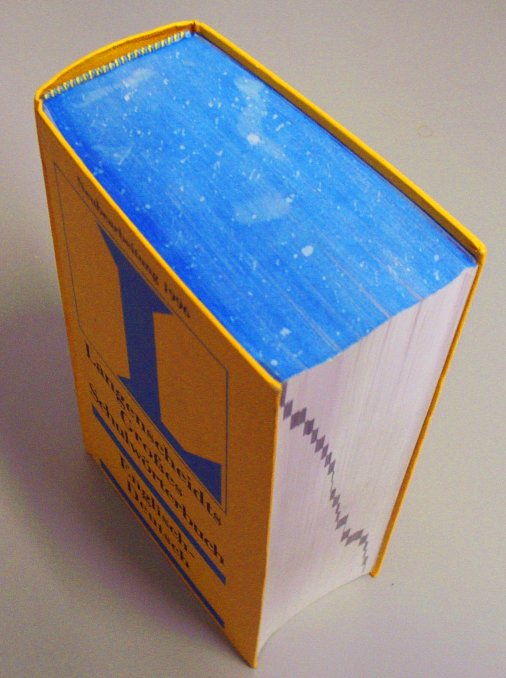
Buch mit blauer Schnittverzierung und Handmarke
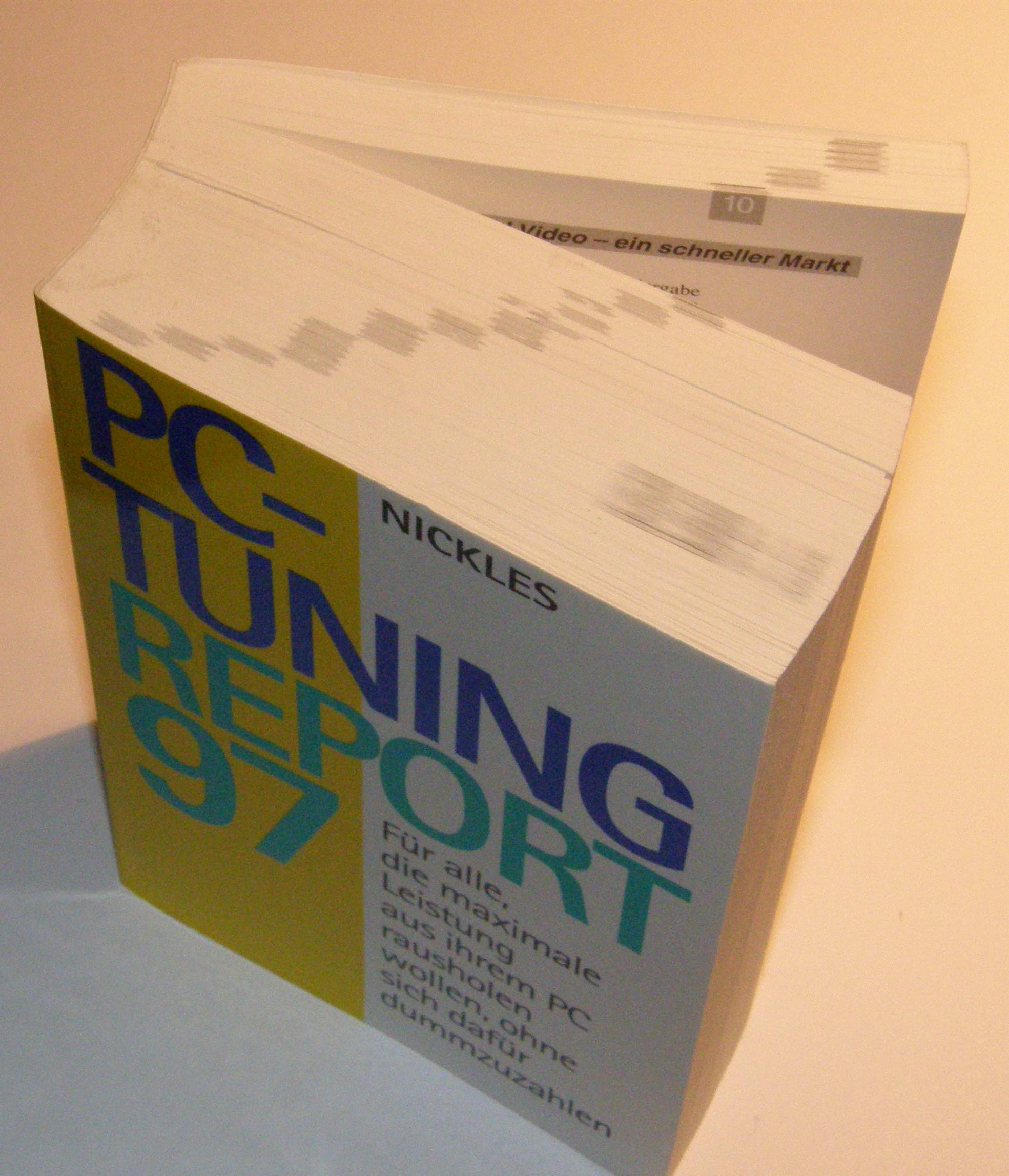
Handmarke am Kopfschnitt
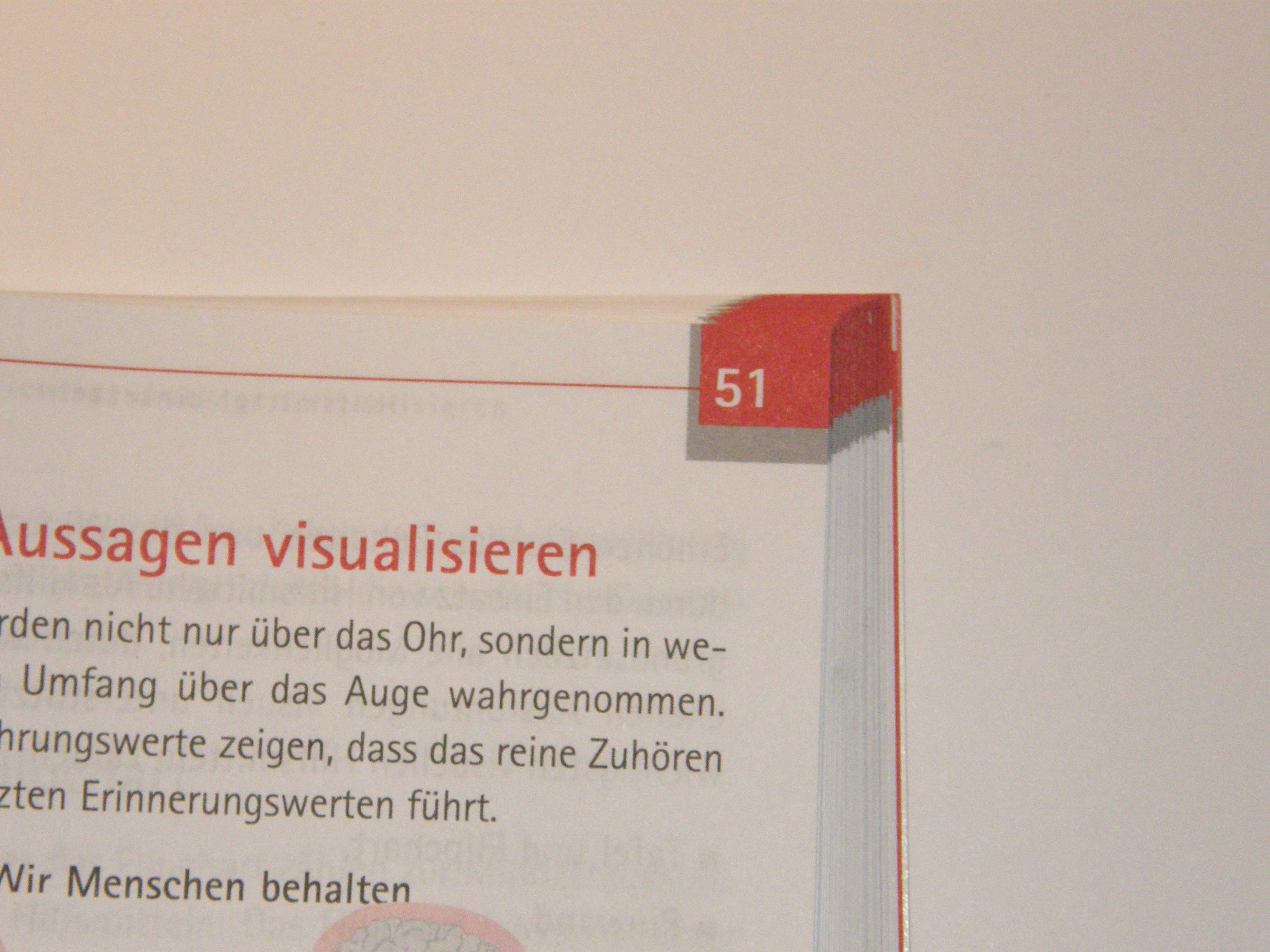
Seitennummer an der Kopfschnitt-Ecke